# أحمد باشا بن رضوان
أحمد باشا بن رضوان هو سياسي عثماني شغل منصب والي في الدولة العثمانية.

## مناصبه
تولى المناصب التالية:
- والي دمشق